# 希尔施塔尔 (德国)
希尔施塔尔是德国莱茵兰-普法尔茨州的一个市镇。总面积1.59平方公里，总人口102人，其中男性52人，女性50人（2011年12月31日），人口密度64人/平方公里。